# Ignacio Eizaguirre
Ignacio Eizaguirre Arregui (San Sebastián, Guipúzcoa, España, 7 de noviembre de 1920 - San Sebastián, 1 de septiembre de 2013) fue un futbolista y entrenador de fútbol español. Jugaba de portero, debutó en la Real Sociedad, y disputó nueve temporadas en el Valencia.

## Biografía
Hijo del portero Agustín Eizaguirre. Sus primeros pasos los dio en equipos infantiles y juveniles como el Arenas de la Concha, Cuento de Rentería o Lagun Artea. En 1936 ficha por la Real Sociedad de su ciudad natal. La guerra civil española paralizó las competiciones deportivas entre 1936 y 1939. Tras la guerra, en la temporada 1939/40, debuta en la Segunda división española con la Real Sociedad.
La llegada de este prometedor portero vasco al Valencia CF fue conflictiva. El equipo valenciano, de acuerdo con el padre del jugador, lo fichó en la temporada 1940/41, pero fue declarado en rebeldía por la Real Sociedad. Por ello se pasó la temporada en blanco sin poder llegar a debutar. El año siguiente, tras finalizar el periodo de rebeldía, logró debutar con el Valencia CF en la jornada 13, pero en su primer partido como titular, disputado ante el Real Madrid en la cancha madrileña, recibió cinco goles, lo que hizo que el entrenador volviera a confiar en Pío, el portero titular hasta el momento. Eizaguirre siguió en la suplencia hasta la jornada 17, en la que el Valencia visitaba al Athletic. En este partido, el titular iba a ser otra vez Pío, pero recibió la visita de su padre. Como el negocio familiar era una carnicería, el padre del jugador llevó una cesta con longanizas y morcillas para que las degustaran los jugadores, con tan mala suerte que Pío se empachó de tanto comer. Debido a esta baja de última hora, Eizaguirre obtuvo la titularidad que no abandonó en lo que restó de temporada.
En el Valencia CF permaneció un total de nueve temporadas (diez si contamos la que no pudo disputar por problemas burocráticos) obteniendo tres títulos de liga y una copa del Rey. Además, a título individual logró dos trofeos Zamora al portero menos goleado en las temporadas 1943/44 y 1944/45
Al principio de la temporada 1950/51 fichó por la Real Sociedad, ya que sentía gran añoranza de su tierra natal al estar allí toda su familia y su novia. En el equipo guipuzcoano disputó otras seis temporadas a gran nivel.
Posteriormente fichó por el Club Atlético Osasuna, donde disputó cuatro temporadas más, las tres primeras como titular indiscutible. Sin embargo, en la última de ellas, ya con 39 años, disputó un único partido, por lo cual se retiró.
Ignacio Eizaguirre Arregui falleció el 1 de septiembre de 2013 a los 92 años de edad.

### Selección nacional
Fue internacional con la selección de fútbol de España un total de 18 partidos, encajando 31 goles. Su debut se produjo el 11 de marzo de 1945 ante Portugal en Lisboa.
Participó en dos encuentros del mundial de Brasil de 1950, que supuso la mejor clasificación hasta el Mundial de Sudáfrica 2010 de la selección española al lograr un cuarto puesto.

## Clubes
| Club                  | País   | Año       |
| --------------------- | ------ | --------- |
| Real Sociedad         | España | 1936-1941 |
| Valencia CF           | España | 1941-1950 |
| Real Sociedad         | España | 1950-1956 |
| Club Atlético Osasuna | España | 1956-1960 |

## Títulos

### Campeonatos nacionales
| Título       | Club        | País   | Año  |
| ------------ | ----------- | ------ | ---- |
| Liga         | Valencia CF | España | 1942 |
| Liga         | Valencia CF | España | 1944 |
| Liga         | Valencia CF | España | 1947 |
| Copa del Rey | Valencia CF | España | 1949 |

### Distinciones individuales
| Distinción    | Año  |
| ------------- | ---- |
| Trofeo Zamora | 1944 |
| Trofeo Zamora | 1945 |

Medalla al mérito deportivo de plata

## Participaciones en Copas del Mundo
| Mundial                        | Selección | Resultado   |
| ------------------------------ | --------- | ----------- |
| Copa Mundial de Fútbol de 1950 | España    | Semifinales |

## Carrera como entrenador
Tras dejar el fútbol activo en el Osasuna, comienza una carrera de entrenador, que le llevará a entrenar durante 15 años a Osasuna, Real Murcia, Córdoba CF, Celta de Vigo, Real Burgos, Hércules CF, CD Tenerife, Granada CF, Sevilla FC y Deportivo Alavés.
En Primera División entrenó al CA Osasuna (1959-60), Córdoba CF (1964-65), Sevilla FC (1965-66) y Granada CF (1966-67). Con el Celta de Vigo (1968-69) y Burgos CF (1970-71) logró ascender a Primera División, aunque no los llegó a entrenar en esta categoría.